# Xavier Lesage
François Xavier Edmond Marie (Xavier) Lesage (Moret-sur-Loing, 25 oktober 1885 – Gisors, 3 augustus 1968) was een Frans ruiter, die gespecialiseerd was in dressuur. Lesage behaalde tijdens de Olympische Zomerspelen 1924 de bronzen medaille in de dressuur. Acht jaar later tijdens de Olympische Zomerspelen 1932 won Lesage zowel individueel als in de landenwedstrijd de gouden medaille.

## Resultaten
- Olympische Zomerspelen 1924 in Parijs  individueel dressuur met Plumard
- Olympische Zomerspelen 1932 in Los Angeles  individueel dressuur met Taine
- Olympische Zomerspelen 1932 in Los Angeles  landenwedstrijd dressuur met Taine

1912: Carl Bonde ·
1920: Janne Lundblad ·
1924: Ernst Linder ·
1928: Carl Friedrich von Langen ·
1932: Xavier Lesage ·
1936: Heinz Pollay ·
1948: Hans Moser ·
1952: Henri Saint Cyr ·
1956: Henri Saint Cyr ·
1960: Sergej Filatov ·
1964: Henri Chammartin ·
1968: Ivan Kizimov ·
1972: Liselott Linsenhoff ·
1976: Christine Stückelberger ·
1980: Elisabeth Theurer ·
1984: Reiner Klimke ·
1988: Nicole Uphoff ·
1992: Nicole Uphoff ·
1996: Isabell Werth ·
2000: Anky van Grunsven ·
2004: Anky van Grunsven ·
2008: Anky van Grunsven ·
2012: Charlotte Dujardin ·
2016: Charlotte Dujardin ·
2020: Jessica von Bredow-Werndl ·
2024: Jessica von Bredow-Werndl
1928: von Langen, Linkenbach, Lotzbeck ·
1932: Lesage, Marion, Jousseaume ·
1936: Pollay, Gerhard, Oppeln-Bronikowski ·
1948: Jousseaume, Saint-Fort Paillard, Buret ·
1952: Saint Cyr, Boltenstern, Persson ·
1956: Saint Cyr, Boltenstern, Persson ·
1964: Boldt, Klimke, Neckermann ·
1968: Neckermann, Klimke, Linsenhoff ·
1972: Petoesjkova, Kizimov, Kalita ·
1976: Boldt, Klimke, Grillo ·
1980: Kovsjov, Oegrjoemov, Misevitsj ·
1984: Klimke, Sauer, Krug ·
1988: Klimke, Linsenhoff, Theodorescu, Uphoff ·
1992: Balkenhol, Uphoff, Theodorescu, Werth ·
1996: Balkenhol, Schaudt, Theodorescu, Werth ·
2000: Werth, Capellmann, Salzgeber, Simons-de Ridder ·
2004: Kemmer, Schmidt, Schaudt, Salzgeber ·
2008: Kemmer, Capellmann, Werth ·
2012: Hester, Bechtolsheimer, Dujardin ·
2016: Rothenberger, Schneider, Bröring-Sprehe, Werth ·
2020: von Bredow-Werndl, Schneider, Werth ·
2024: Wandres, von Bredow-Werndl, Werth
- Bibliothèque nationale de France: cb11183108w (data)
- International Standard Name Identifier: 0000 0000 3499 1421
- Library of Congress Control Number: n2007074403
- Base Léonore: 19800035/928/8233
- Système universitaire de documentation: 086021869
- Virtual International Authority File: 14763051
- WorldCat: E39PBJj8Wyk4yHtRMfTc7pxMT3